# Maria Pavlovna da Rússia (1890–1958)
 Maria Pavlovna da Rússia (em russo:Великая Княгиня Мария Павловна), (18 de abril de 1890 - 13 de dezembro de 1958), conhecida na família por "Maria Pavlovna Júnior", era a filha mais velha do grão-duque Paulo Alexandrovich da Rússia e da sua primeira esposa, a princesa Alexandra Georgievna da Grécia. Era normalmente chamada pela versão francesa do seu nome, Marie.
Os seus avós paternos eram o czar Alexandre II da Rússia e a sua consorte, a czarina Maria Alexandrovna. Os seus avós maternos eram o rei Jorge I da Grécia e a sua consorte, a rainha Olga Constantinovna.

## Primeiros Anos

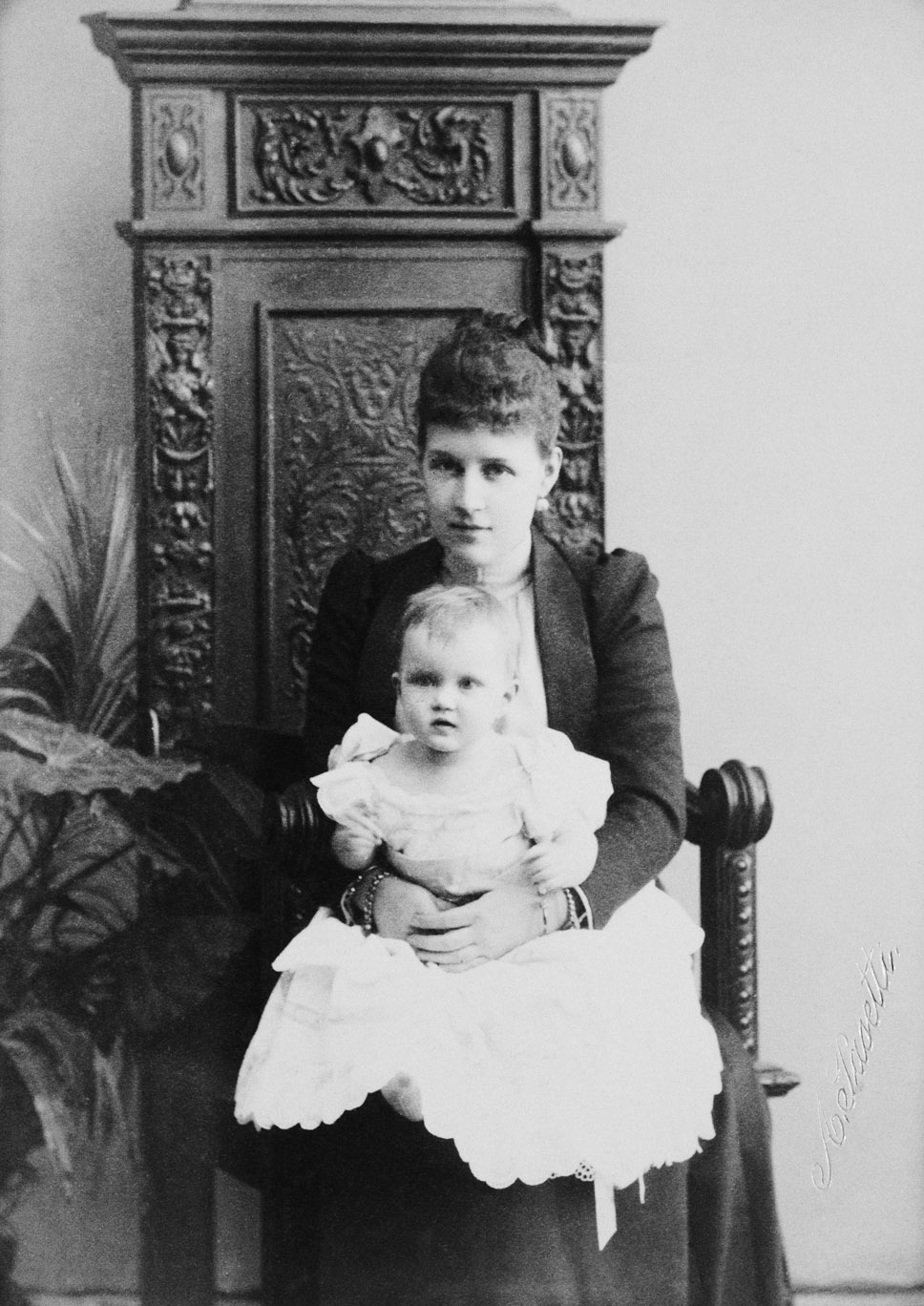
Maria nos primeiros anos de vida, com sua mãe.

A mãe de Maria, Alexandra Georgievna da Grécia, morreu pouco depois de dar à luz o seu irmão, o grão-duque Demétrio Pavlovich, quando Maria tinha menos de dois anos de idade. O pai das duas crianças ficou perturbado no funeral e teve de ser acalmado pelo seu irmão, o grão-duque Sérgio Alexandrovich, quando o caixão de Alexandra foi fechado. Sérgio tomou conta dos dois enquanto o irmão recuperava do golpe de perder a esposa. A pequena Maria costumava dar sapatadinhas no ombro de Sérgio e chamá-lo de tio bonito em inglês. Ela é tão amorosa!, escreveu o grão-duque no seu diário.
Após a recuperação de Paulo Alexandrovich, ele voltou a ficar com os filhos, mas eles passavam sempre o Natal e, mais tarde, as férias de Verão com o tio Sérgio e a sua esposa Isabel Feodorovna que não tinham filhos. O casal construiu uma sala de brincar e tinha quartos reservados para os dois sobrinhos no seu palácio em Ilinskoe. 
Até chegar aos 6 anos de idade, Maria não falava uma única palavra de russo, uma vez que todas as suas amas eram inglesas. Mais tarde teve também uma ama francesa, mademoiselle Hélène, que lhe ensinou francês e a acompanhou até ao casamento. 

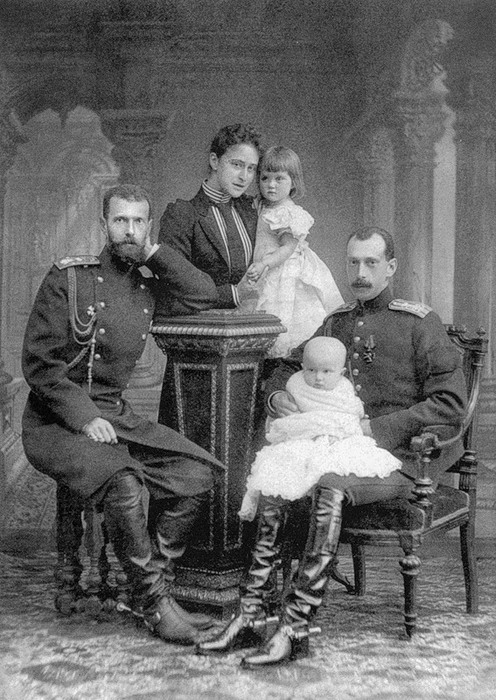
Maria com seu irmão, seu pai e seus tios Sérgio e Ella.

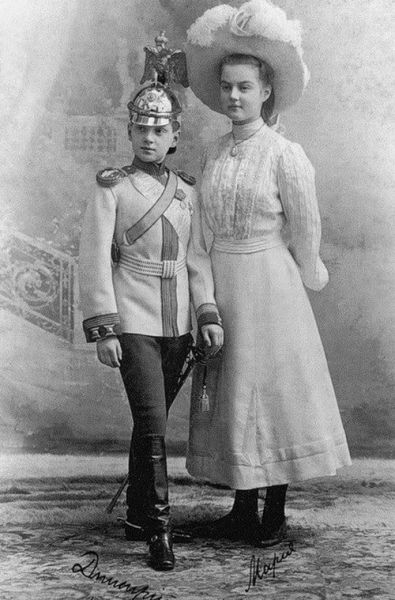
Maria com seu irmão Dimitri em 1903.

Em 1902, o pai de Maria casou-se com a plebeia Olga Paley. Uma vez que o casamento não recebeu a aprovação do czar Nicolau II, o casal foi enviado para o exílio em Paris. Maria e Demétrio Pavlovich não ficaram felizes por perder o pai e escreveram uma carta à imperatriz viúva Maria Feodorovna onde lhe pediam que persuadisse Nicolau a mudar a sua decisão. Estamos tão tristes e revoltados por o nosso querido papá não poder voltar, escreveram Maria de 12 e Demétrio de 11 anos.
A custódia de Maria e Dmitri foi entregue ao grão-duque Sérgio e à grã-duquesa Isabel. Para com o Demétrio e eu, ele demonstrava um carinho quase feminino, escreveu Maria nas suas memórias sobre o seu tio Sérgio. Apesar disso ele exigia-nos a nós, assim como aos restantes habitantes da casa, obediência imediata. (…) Da sua própria maneira, ele gostava muito de nós. Gostava de nos ter perto dele e dedicava-nos muito do seu tempo. Mas ele sempre teve ciúmes de nós. Se ele soubesse a que ponto chegava a nossa devoção para com o nosso pai, ele teria enlouquecido.
Com a sua tia Isabel, Maria tinha uma ligação um pouco mais afastada, apesar de ser ela a única mãe que conhecia. Maria escreveu nas suas memórias que a sua tia era um tanto fria com ela durante a sua infância. Outra tia, a grã-duquesa Maria Georgievna, irmã da mãe, descreveu a adolescente Maria como cheia de vida e muito alegre, mas também inclinada a ser teimosa, egoísta e difícil de se domar.

## Assassinato do tio
Em 1905, o tio de Maria foi morto por uma bomba em sequência da Revolução Russa de 1905. O bombista já tinha recuado numa tentativa anterior quando viu que o grão-duque se encontrava acompanhado da esposa e dos dois sobrinhos de 15 e 14 anos. A segunda tentativa, realizada alguns dias depois, não falhou e matou Sérgio. Isabel e os sobrinhos ouviram a explosão e saíram a correr de casa em direcção ao corpo despedaçado de Sérgio. Maria descreveu a cena nas suas memórias:
| “ | A minha tia estava de joelhos ao lado da carruagem. O vestido claro dela fazia um contraste grotesco com as vestes humildes que a rodeavam. Eu não me atrevi a olhar para ela. O rosto dela estava branco, as feições rígidas. Ela não chorou, mas a expressão dos olhos dela deixou-me uma impressão da qual nunca me esquecerei enquanto viver. Apoiando-se no braço do Governador da cidade, a minha tia aproximou-se da porta lentamente e, quando reparou em nós, abriu os braços e chamou-nos. Corremos para ela. "Ele gostava tanto de vós, ele gostava tanto de vós", repetiu ela várias vezes, pressionando as nossas cabeças contra ela. Reparei que a manga direita do vestido cinzento dela estava manchada de sangue. Também havia sangue na mão dela e debaixo das unhas dos dedos, nos quais ela apertava com força as medalhas que o meu tio sempre usou numa corrente no pescoço. | ” |

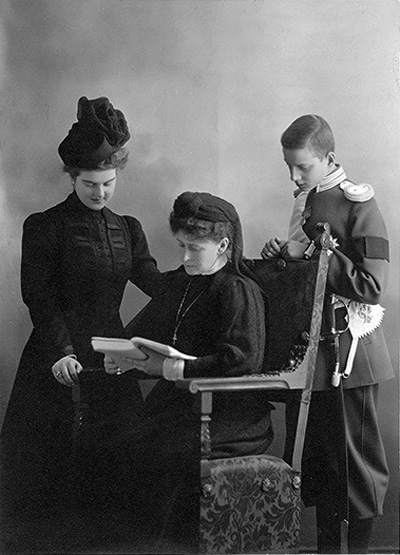
Maria com seu irmão e sua tia após o assassinato de seu tio em 1905.

Após o assassinato ambos os irmãos ficaram emocionalmente perturbados, particularmente Demétrio Pavlovich que, de acordo com a sua tia Isabel, tinha medo de ser enviado para viver junto do pai. Demétrio limita-se a chorar e a agarrar-se a mim, escreveu Isabel Feodorovna. "O que o assusta mais é a ideia de me deixar. Ele decidiu que tem de me proteger, uma vez que o tio já não está cá e agarra-se a mim a um ponto em que a chegada do pai dele foi mais uma angústia do que uma alegria, por causa do medo intenso de que ele o poderia levar. Isabel falou com os sobrinhos e admitiu que tinha sido injusta com eles. O czar fez de Isabel a guardiã e deu a Paulo Alexandrovich o direito de visitar a Rússia ocasionalmente embora não pudesse ficar lá a viver. De acordo com o diário do grão-duque Constantino Constantinovich, Paulo não queria tirar os filhos de Isabel.

## Casamento e divórcio

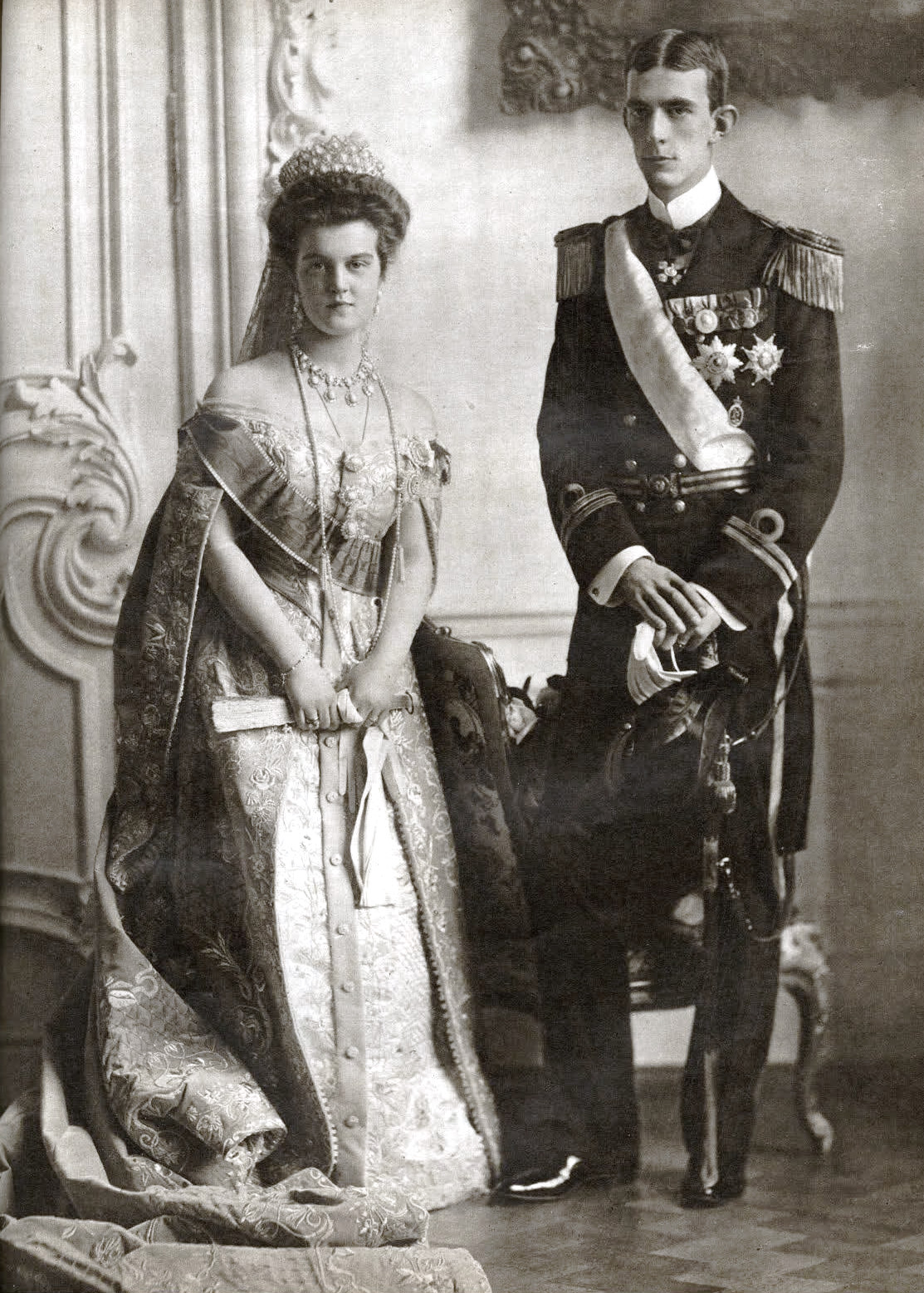
Maria com o marido em seu casamento

Um ano depois do assassinato, Maria ficou noiva do príncipe Guilherme, duque de Sudermânia, o segundo filho do rei Gustavo V da Suécia e de Vitória de Baden. Maria escreveu mais tarde que se sentiu pressionada pela tia para o casamento. Contudo, na altura, ela gostou da atenção e estava ansiosa por sair de casa e começar a sua vida. Depois vamos poder viajar juntos, escreveu ela a Guilherme após o noivado. E viver como quisermos e acharmos melhor. Estou ansiosa por uma vida maravilhosa… uma vida cheia de amor e felicidade, tal como descreveste nas tuas últimas cartas. O pai de Maria, a princípio, recusou-se a ir ao casamento que se realizou em Czarskoe Selo no dia 3 de maio de 1908, porque o czar se tinha recusado a permitir que a esposa de Paulo fosse e também porque os seus dois filhos permaneciam sob custódia de Isabel e do czar.
Quanto ao príncipe sueco, o que posso eu dizer sobre ele? escreveu Paulo numa carta ao czar datada de 12 de maio de 1907. Como as crianças estão sob custódia de outros, o pai não tem oportunidade nem de conhecer o noivo nem de se pronunciar a favor ou contra e muito menos de expressar a opinião de que uma menina de 17 anos é demasiado nova para se casar. Os guardiões decidiram tantas questões sem mim que, na verdade, as crianças distanciaram-se tanto de mim ao maior nível possível.
Posteriormente Paulo teve oportunidade de ir até à Rússia e conhecer o noivo da filha, o que a deixou delirantemente feliz. Maria e Guilherme apenas tiveram um filho: Leonardo (1909-2004).

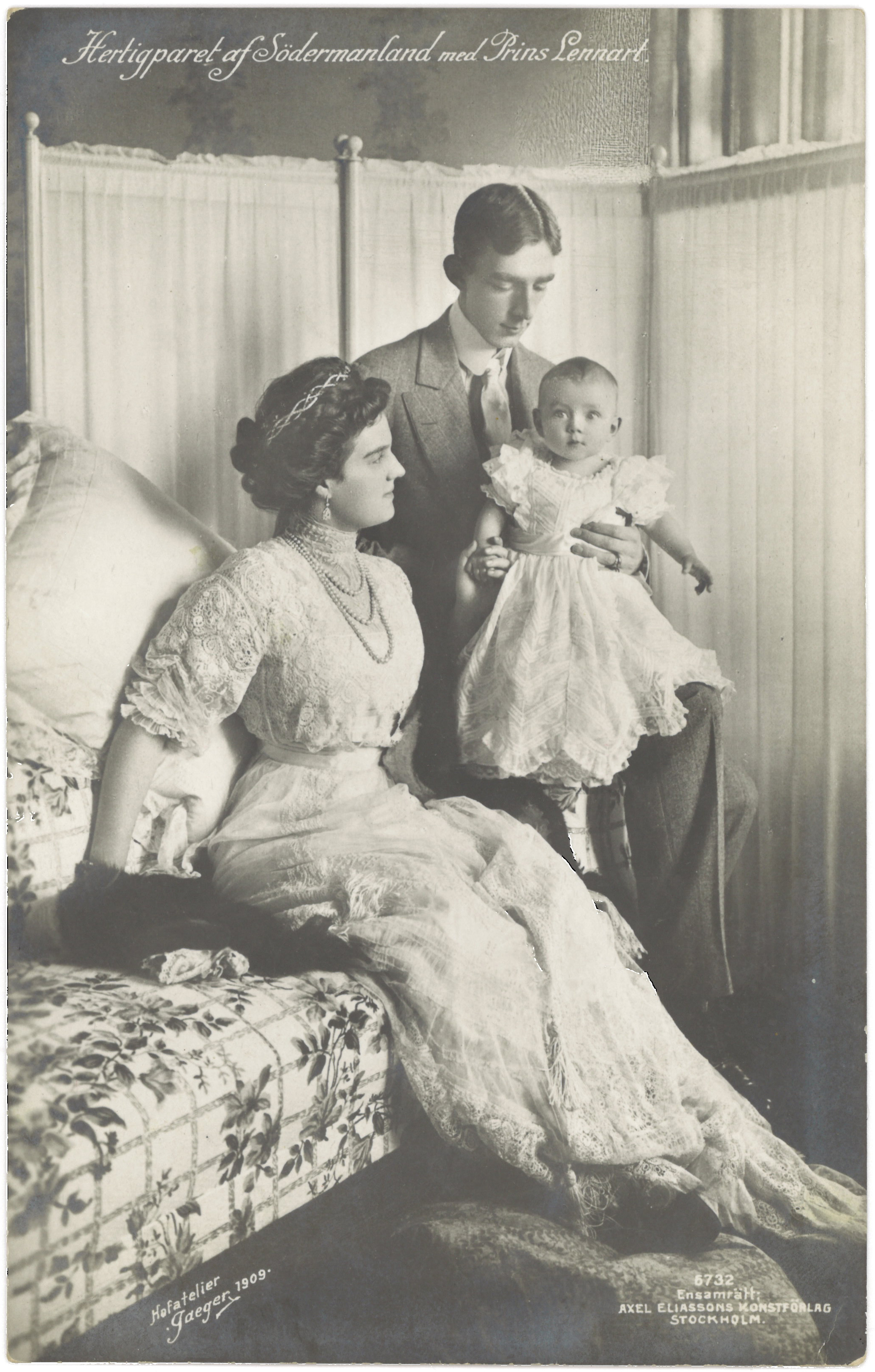
Maria com seu marido e filho em 1909.

No inicio a união parecia promissora. Maria comprou uma casa, Oak Hill, na Suécia e adicionou o sueco às outras cinco línguas que falava, tornando-se popular entre a população do seu novo país que a achava mais trabalhadora a ela do que ao marido. Ela dava-se bem com o seu sogro, o rei Gustavo V, que apreciava o seu charme "efervescente" e personalidade inconvencional. Ela costumava brincar com o filho que se recordou mais tarde de deslizar pelas escadas abaixo no colo da mãe. Ela também escreveu um livro com um alfabeto ilustrado para Leonardo que foi mais tarde publicado. Contudo o casamento dela começou a desfazer-se quando Maria compreendeu que havia tantas restrições na corte sueca como na russa e também que o seu marido, um oficial de marinha, tinha pouco tempo para passar com ela. Ela achava-o "frio, tímido e negligente" e quando ela tentava falar com ele, ele afastava-se dela a chorar. 

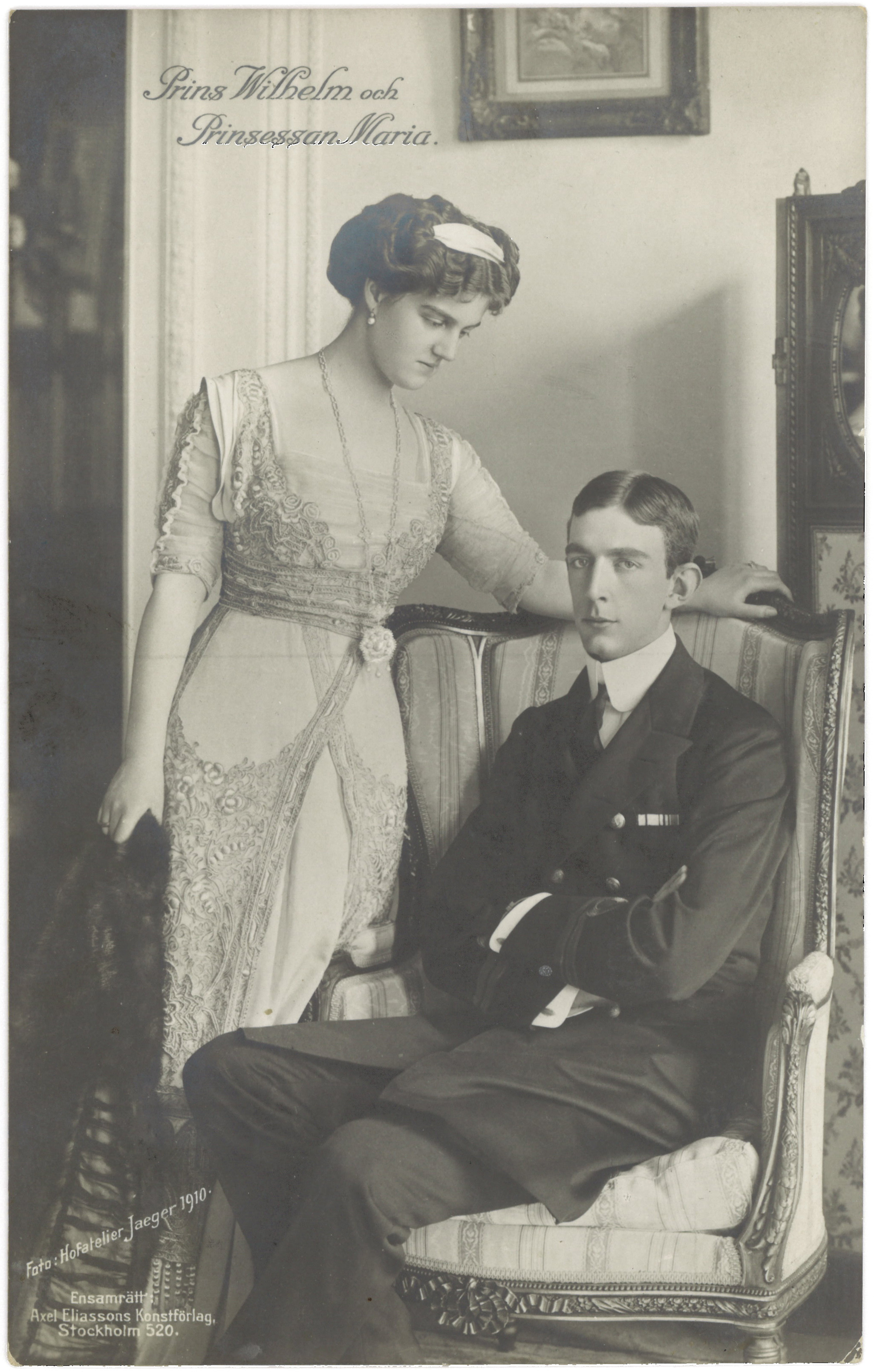
Maria e Guilherme em 1910.

Durante uma viagem de cinco meses ao Sião em 1912, na qual o casal representou o país na coroação do novo rei, Maria teve a oportunidade de conhecer outros homens e de os seduzir, o que gostou bastante. Numa outra viagem à Alemanha em 1913, Maria disse ao marido que queria o divórcio. O seu pai levou-a consigo para a sua casa em Paris onde tinha constituído uma nova família com a sua segunda esposa. Se pudesses ver o estado em que a pobre menina chegou até nós!, escreveu o seu pai Paulo ao czar no dia[21 de outubro de 1913. Ela desmaia a cada minuto, estava branca como um lençol, não conseguia comer nem dormir, tossia de forma horrível e ainda se queixa dos rins. Ela só está a começar a recuperar agora devido à influência do nosso amor e carinho. É impensável que ela deva regressar à Suécia e eu imploro a tua permissão para que começamos a tratar do divórcio.
O casal divorciou-se em 1914. Maria teve de deixar o filho na Suécia com o pai. Ele foi criado principalmente pela avó paterna e raramente viu a mãe nos anos que se seguiram. Numa entrevista dada mais tarde, Leonardo disse que a mãe tinha uma relação distante com ele e não se sabia dar muito bem com os netos.

## Primeira Guerra Mundial e revolução

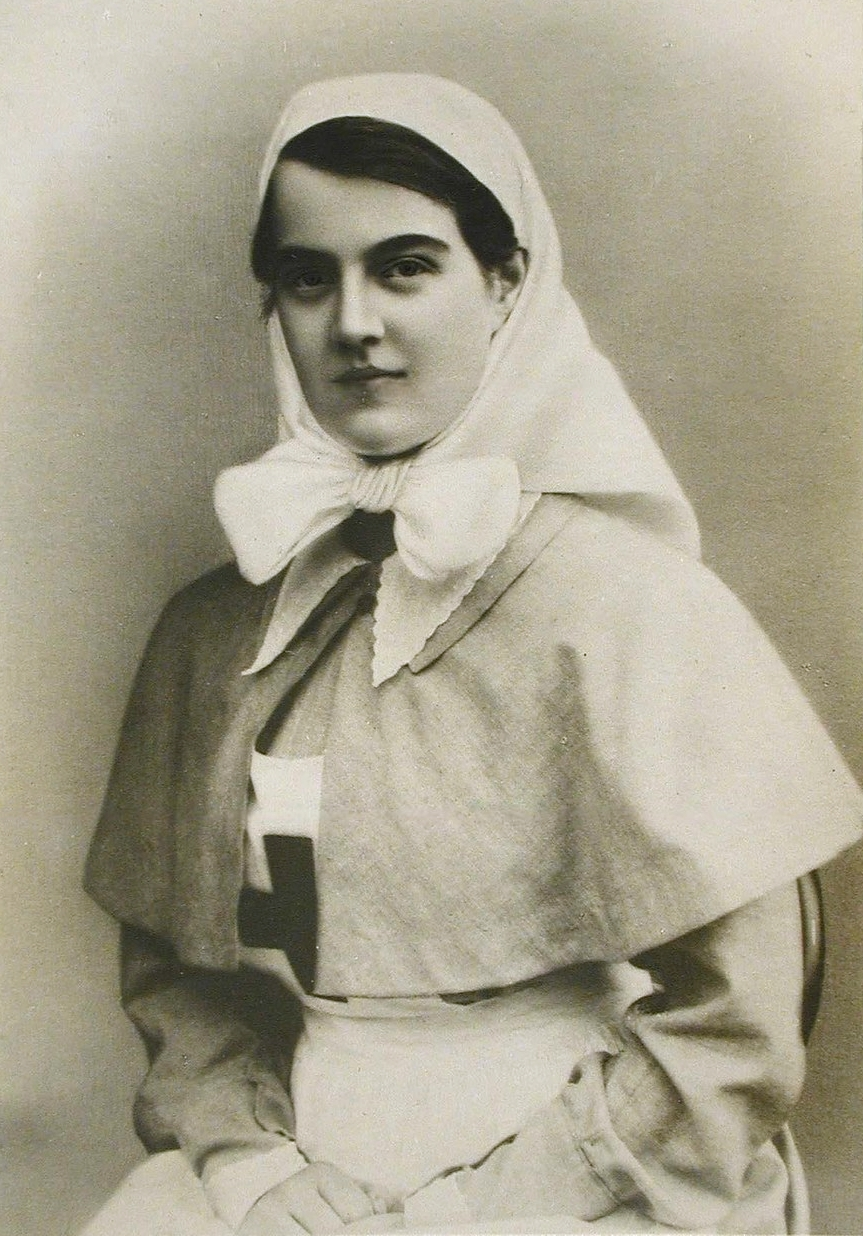
Maria em uniforme de enfermeira durante a guerra

Maria regressou à Rússia pouco depois, onde viveu com o seu irmão mais novo, Demétrio Pavlovich, a quem era intensamente ligada. Durante um baile em Moscovo, os dois irmãos dançaram juntos sete danças seguidas e o czar teve de enviar um criado para os separar. Atormentado pela intensidade da irmã por ele, Demétrio distanciou-se um pouco dela, o que a magoou muito.
Durante a Primeira Guerra Mundial, Maria trabalhou como enfermeira em Pskov e restabeleceu os laços com o seu pai que a acolheu na casa que partilhava com a madrasta de Maria, Olga Paley, e os seus três meios-irmãos Vladimir, Irina e Natália. A sua relação com a tia também melhorou e ela visitava-a com regularidade no convento onde Isabel tinha entrado.
Quando ela soube que Demétrio Pavlovich tinha participado no assassinato de Rasputine no dia 17 de dezembro de 1916, sem lhe dizer nada sobre os seus planos, ela ficou horrorizada. Pela primeira vez na minha vida, escreveu ela, o meu irmão pareceu-me um indivíduo afastado de mim e este sentimento de afastamento é pouco habitual e causa-me arrepios. Maria assinou uma petição juntamente com outros membros da família Romanov, onde implorava ao czar Nicolau para voltar atrás na sua decisão de exilar Demétrio na frente de combate persa. O czar recusou o pedido. O exílio de Demétrio acabou por o salvar, uma vez que ele não foi incluído entre os grão-duques assassinados pelos bolcheviques após a Revolução Russa de 1917. O pai de Maria, Paulo, e o seu meio-irmão Vladimir não tiveram tanta sorte e acabaram por ser assassinados em ocasiões diferentes, um em Julho de 1918 e o outro em janeiro de 1919.

## Exílio

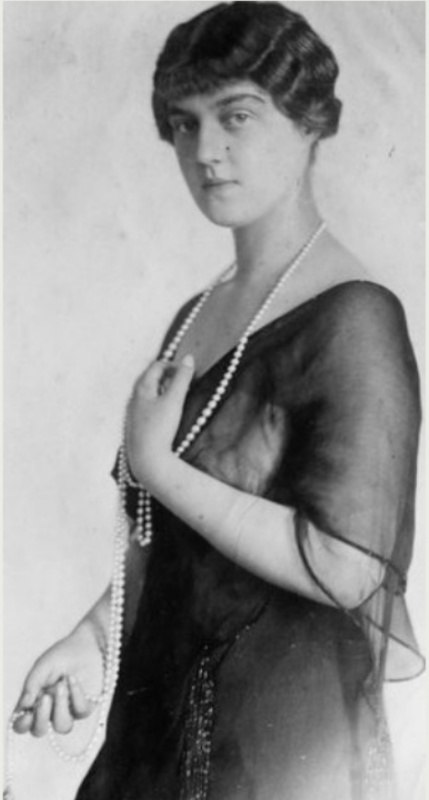
Maria em 1921

Maria casou-se com o seu segundo marido, o príncipe Sérgio Mikhailovich Putiatin, em setembro de 1917. Eles tiveram um filho, o príncipe Romano Sergeievich Putiatin. O pai de Maria, Paulo, foi ao baptizado de Romano, realizado a 18 de julho de 1918, o mesmo dia em que, sem eles saberem, a tia de Maria, Isabel Feodorovna, e o seu meio-irmão Vladimir foram assassinados por bolcheviques. Pouco depois Paulo foi preso.
Maria e o marido deixaram o filho aos cuidados dos avós paternos quando abandonaram o país, primeiro para a Roménia, para junto da prima a rainha Maria, depois para Paris e mais tarde para Londres. Em 1919, recebeu uma carta dos pais do marido a informa-la de que o seu filho tinha morrido devido a uma doença intestinal. Ela sentiu-se culpada para o resto da vida por não ter levado o filho consigo e nem sequer contou aos amigos da sua existência. Maria voltou a reunir-se com o seu irmão Demétrio em Londres.
Os seus primeiros anos de exílio foram financiados pelas joias que ela tinha conseguido enviar para a Suécia antes de fugir da Rússia. Mais tarde ela abriu uma loja de têxteis e remendos de qualidade chamada Kitmir em Paris, tornando-se numa empresária de moda de renome da capital francesa. Também escreveu e publicou as suas memórias da sua infância e juventude na Rússia. O seu casamento com Putiatin desfez-se, mas ela continuou a apoia-lo a ele e à família financeiramente.
Durante o seu exílio, Maria viveu maioritariamente na Europa por vários países, incluindo a Alemanha, Suécia e Espanha. Viveu 12 anos nos Estados Unidos antes de se mudar para a Venezuela quando os Estados Unidos reconheceram a União Soviética. Viveu em Buenos Aires até ao final da Segunda Guerra Mundial.
Maria confidenciou ao seu filho Leonardo, durante uma das suas raras conversas que ela sempre se tinha sentido sozinha durante toda a sua vida devido à sua infância sem raízes. Ela passou grande parte da sua idade adulta à procura de amor, tendo vários casos e descobriu que era difícil preencher o vazio que sentia. Ela ficou imensamente triste com a morte do seu irmão Demétrio Pavlovich, a única pessoa que ela tinha realmente amado, em 1942. Morreu aos 68 anos, em 1958, na cidade fronteiriça de Constança, na Alemanha.

## Títulos e estilos

- 1890-1908: Sua Alteza Imperial a grã-duquesa Maria Pavlovna da Rússia
- 1908-1914: Sua Alteza Imperial a princesa Maria Pavlovna, Duquesa de Sudermânia, princesa da Suécia, Grã-Duquesa da Rússia
- 1914-1917: Sua Alteza Imperial a grã-duquesa Maria Pavlovna da Rússia
- 1917-1923: Sua Alteza Imperial a princesa Maria Pavlovna Putyatina, grã-duquesa da Rússia
- 1923-1958: Sua Alteza Imperial a grã-duquesa Maria Pavlovna da Rússia